# Apòleg
L'apòleg és un gènere literari dins la narrativa que es caracteritza per explicar una història breu amb finalitat didàctica. Els seus personatges són humans, a diferència de la faula, i el missatge final és més rellevant que la narració, amb la qual cosa s'allunya del conte amb moralina o el popular. L'apòleg va sorgir a la literatura oral d'Orient Mitjà i va derivar en les paràbol·les bíbliques, els exempla llatins i medievals i les màximes clàssiques i modernes.

## Característiques principals
- Generalment s'escriu en prosa.
- És explicatiu, pel que té una extensió de mitjana a gran.
- Els seus personatges són éssers humans.
- Contingut moralitzant o didàctic.
- Plasma fets que semblen de la vida real.
- Són històries creïbles.
- Sol tenir enginyosa inventiva i força imaginativa.
- Es preocupa per la perfecció interior, la recerca d'ideals, la reflexió transcendent, el sacrifici i l'abnegació per les grans causes, així com per emfatitzar principis elevats.